# The Spell of the Yukon (film)
Pour les articles homonymes, voir The Spell of the Yukon.
The Spell of the Yukon est un film américain réalisé par Burton L. King et sorti en 1916.

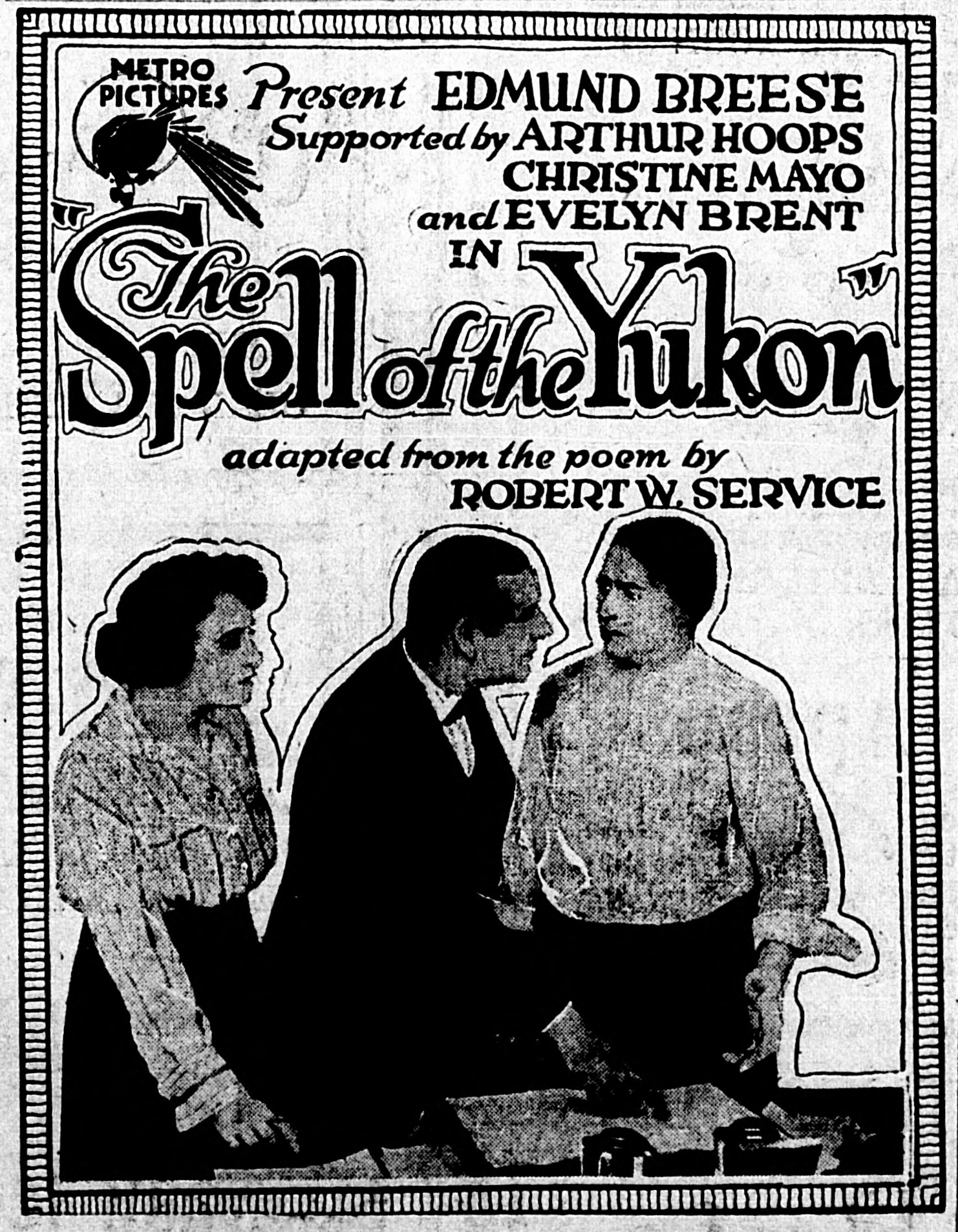
Annonce pour le film

Le film est une adaptation du recueil de poèmes Songs of a Sourdough de Robert William Service.

## Fiche technique
- Réalisation : Burton L. King
- Scénario : 	Wallace Clifton, Aaron Hoffman, d'après le livre The Spell of the Yukon de Robert W. Service
- Production : 	Herbert Blaché, Alice Guy
- Photographie : Leo Bergman
- Distributeur : Metro Pictures Corporation
- Durée : 5 bobines[1]
- Date de sortie :
  - États-Unis : 15 mai 1916

## Distribution
- Edmund Breese : Jim Carson
- Arthur Hoops : Albert Temple
- Christine Mayo : Helen Temple
- William Sherwood : Bob Adams
- Evelyn Brent : Dorothy Temple
- Frank McArthur : Megar
- Joseph S. Chailee : Rusty
- Jacques Suzanne : Billy Denny
- Mary Reed : Yukon Kate
- Harry Moreville : Ike Boring
- Lorna Volare : Bob Adams